# Harmogia densifolia
Harmogia densifolia är en myrtenväxtart som först beskrevs av James Edward Smith, och fick sitt nu gällande namn av Johannes Conrad Schauer. Harmogia densifolia ingår i släktet Harmogia och familjen myrtenväxter. Inga underarter finns listade i Catalogue of Life.